# Friedrichsberg (Quartier)
Das Wuppertaler Wohnquartier Friedrichsberg ist eines von sechs Quartieren des Stadtbezirks Elberfeld. Namensgebend für das Wohnquartier ist die Erhebung Friedrichsberg.

## Geographie
Das 2,39 km² große Wohnquartier grenzt im Osten an das Wohnquartier Grifflenberg, die Grenze stellt dabei zuerst die Steinbecker Straße und dann die Cronenberger Straße dar. Weiter im Südosten gibt es keine besondere Landmarke, der die Grenze folgt. Im Süden grenzt das Quartier an Küllenhahn, das zum Stadtbezirk Cronenberg gehört, auch folgt die Wohnquartiersgrenze keinen besonderen Landmarken. Im Westen grenzt das Gebiet an das Quartier Zoo und im Norden schließt sich das Quartier Arrenberg an.
Im Norden des Gebiets liegt der ehemalige Schlachthof Elberfeld (Viehhof), zu dem die VillaMedia gehört. Die Erhebung Friedrichsberg ist bewaldet und stellt ein Naherholungsgebiet dar, auf dessen Gipfel sich eine Sportanlage befindet. Im Gebiet liegen auch einige Kleingartenanlagen sowie 2 Grundschulen.
Zu den Wohnplätzen und Ortslagen im Quartier zählen In der Dalster, In der Deister, Im Honigstal, Auf der Königshöhe, Ossenbeck, In den Stöcken. In der Wohnbebauung aufgegangen sind die Höfe Obere- und Mittlere Steinbeck.